# Муггенштурм
Муггенштурм (нім. Muggensturm) — громада в Німеччині, знаходиться в землі Баден-Вюртемберг. Підпорядковується адміністративному округу Карлсруе. Входить до складу району Раштат.
Площа — 11,56 км2. Населення становить 6222 ос. (станом на 31 грудня 2020).